# 林春秋
林春秋（：／；1912年3月8日—1988年4月27日），朝鮮民主主義人民共和國政治家，曾任朝鲜民主主义人民共和国副主席，朝鮮勞動黨政治局委員。游擊派成員。

## 生平
林春秋於1912年生於中國吉林延吉，1930年代初期加入抗日游擊隊。1945年成為朝鮮共產黨平安南道書記。在1947年4月因受周保中邀請出任吉林省安圖縣專員，1948年3月任延邊行政督察專員公署專員兼延邊地委副書記，1949年1月回北朝鮮，1950年6月任江原道黨委員會委員長，在1950年12月與武亭、金一，崔光一起受批判，被暫時停職。
1957年5月任駐阿爾巴尼亞大使，1962年10月任最高人民會議常任委員會書記長和駐保加利亞大使，1963年任朝鮮勞動黨的部長，1967年失勢受批判，1972年12月任中央人民委員會書記長，1980年10月任黨中央委員、黨政治局員，1983年4月任國家副主席，1988年4月去世。